# Monica Lam
Monica Sin-Ling Lam (...) è un'informatica statunitense.
È professoressa presso il Dipartimento di Informatica a Stanford.
Ha ricevuto un Bachelor (laurae) presso l'Università della Columbia britannica nel 1980 e un dottorato di ricerca in Informatica presso l'Università Carnegie Mellon nel 1987.
Lam è entrata a far parte della facoltà di informatica presso l'Università di Stanford nel 1988. Ha contribuito alla ricerca di un'ampia gamma di argomenti sui sistemi informatici, inclusi compilatori, analisi di programmi, sistemi operativi, sicurezza, architettura dei computer e calcolo ad alte prestazioni. Più recentemente, lavora nell'elaborazione del linguaggio naturale, come direttrice di facoltà dell'Open Virtual Assistant Lab.  Il laboratorio ha sviluppato l'assistente vocale open-source Almond, sponsorizzato dalla National Science Foundation. Almond ha ricevuto il premio Popular Science's Best of What's New nel 2019.
In precedenza, Lam ha guidato il progetto Compiler SUIF (Stanford University Intermediate Format), che ha prodotto un'infrastruttura di compilazione ampiamente utilizzata nota per le sue ottimizzazioni di località e la parallelizzazione interprocedurale. Molte delle tecniche di compilazione che ha sviluppato sono state adottate dall'industria. I suoi altri progetti di ricerca includevano l'architettura e il compilatore per la macchina CMU Warp, un array sistolico di processori VLIW e la macchina a memoria condivisa distribuita Stanford DASH. Nel 1998, ha preso un congedo sabbatico da Stanford per aiutare ad avviare Tensilica Inc., una società specializzata in core di processore configurabili.